# Luciana Chierici
Luciana Chierici, née à San Secondo Parmense en 1919, décédée le 14 février 2011 à Milan est une harpiste classique et professeure de musique italienne.

## Biographie
Luciana Chierici, à peine diplômée, commence à enseigner en acceptant la chaire d'harpe du conservatoire de Gênes en 1941, mais elle la quitte en 1944 en raison du travail artistique qui l'accapare. Cependant, elle reprend cette activité en 1966, lorsque la Civica Scuola di Musica di Milano crée pour elle la chaire d'harpe.
Parmi ses élèves figurent notamment Mara Galassi (en) et Cristina Bianchi.